# دراگون بال زد
دراگون بال زد (ژاپنی: ドラゴンボールZ هپبورن: Doragon Bōru Zetto) یک مجموعه تلویزیونی انیمه ژاپنی است که توسط استودیو توئی انیمیشن توسعه یافته است. دراگون بال زد دنباله‌ای بر انیمه دراگون بال به‌شمار می‌رود و اقتباسی از ۱۵ فصل نهایی از ۵۰ فصل اصلی مجموعه مانگا دراگون بال اثر آکیرا توریاما محسوب می‌شود که بین سال‌های ۱۹۸۸ تا ۱۹۹۵ در هفته‌نامه شونن جامپ به چاپ می‌رسید. این مجموعه برای اولین بار از ۱۹ آوریل ۱۹۸۹ تا ۳۱ ژانویه ۱۹۹۶ در شبکهٔ فوجی تلویژن پخش می‌شد.